# هيلموت دونر
هيلموت دونر (بالألمانية: Helmuth Donner)‏ هو منافس ألعاب قوى نمساوي، ولد في 15 أغسطس 1941.

## وصلات خارجية
- هيلموت دونر على موقع أوليمبيديا (الإنجليزية)